# Grace Hartigan
Grace Hartigan, (28 de marzo de 1922 - 15 de noviembre de 2008) fue una pintora del Expresionismo abstracto. 

## Biografía
Ganó su reputación como parte de la Escuela de Nueva York de artistas y pintores que emergieron en la ciudad de Nueva York durante los años cuarenta y cincuenta del siglo XX. Era una participante vivaz en el vibrante ambiente artístico y literario de la época, y entre sus amigos estuvieron Jackson Pollock, Larry Rivers, Helen Frankenthaler, Willem y Elaine de Kooning, Frank O'Hara, y muchos otros pintores, artistas, poetas y escritores. Fue la única mujer artista en la legendaria exposición The New American Painting («La nueva pintura estadounidense») que recorrió Europa a finales de los años 1950. 
Hartigan se trasladó a Baltimore, Maryland en los años 1960 donde residió por varios años. Celebró numerosas exposiciones individuales, así como participó en exposiciones colectivas para galerías como la Tibor de Nagy y Martha Jackson en Nueva York, y sus cuadros se alojan en prestigiosos museos como el Metropolitano y el Whitney.  Desde 1965 trabajó en el Maryland Institute College of Art (MICA) donde fue la directora de la Escuela de Pintura Hoffberger.
Falleció en 2008, en Baltimore, Maryland.

## Libros
- Marika Hersko<>vic, American Abstract Expressionism of the 1950s An Illustrated Survey, Archivado el 29 de septiembre de 2007 en Wayback Machine. (New York School Press, 2003.) ISBN 0-9677994-1-4
- Marika Herskovic, New York School Abstract Expressionists Artists Choice by Artists, Archivado el 29 de septiembre de 2007 en Wayback Machine. (New York School Press, 2000.) ISBN 0-9677994-0-6